# Tupac: Resurrection (саундтрек)
Tupac: Resurrection (укр. Тупак: Воскресіння) — саундтрек до однойменного документального фільму, випущений 14 листопада 2003 року лейблами Amaru Entertainment і Interscope Records. Він включає декілька раніше випущених записів 2Pac, зокрема «Death Around the Corner» із Me Against the World, «Secretz of War» із Still I Rise, «Holler If Ya Hear Me» із Strictly 4 My N.I.G.G.A.Z... та «Rebel of the Underground» з 2Pacalypse Now, і неопубліковані купелти 2Pac, реконструйовані в нові треки, такі як «Ghost», «One Day at a Time» і «Runnin' (Dying to Live)». Виконавчими продюсерами альбому були мати Тупака Афені Шакур і Емінем.
Альбом містив два сингли: «One Day at a Time» і «Runnin' (Dying to Live)»
В альбомі представлені The Notorious B.I.G., Eminem, 50 Cent, Outlawz і Digital Underground. «Intro», «Ghost», «Death Around The Corner», «Bury Me A G» і «Str8 Ballin'» не фігурують у фільмі, але є в альбомі.
Альбом отримав змішані та позитивні відгуки музичних критиків.

## Комерційний успіх
За перший тиждень альбом розійшовся тиражем понад 420 000 копій, дебютувавши на другому місці в Billboard 200 після альбому Jay-Z The Black Album. Станом на 2011 рік у Сполучених Штатах було продано 1 666 335 копій. Альбом став платиновим у Сполучених Штатах і золотим у Великобританії.

## Список композицій
| #     | Назва                                                                             | Автор | Продюсер(и)                    | Тривалість |
| ----- | --------------------------------------------------------------------------------- | --- | ------------------------------ | ---------- |
| 1.    | «Intro» (раніше невидана)                                                         | |                                | 0:05       |
| 2.    | «Ghost» (раніше невидана)                                                         | Tupac Shakur Mark Jordan Luis Resto Marshall Mathers                                                                                                  | Eminem                         | 4:17       |
| 3.    | «One Day at a Time (Em's Version)» (за участю Eminem & Outlawz) (раніше невидана) | Shakur Henry Garcia Malcolm Greenidge Katari Cox Rufus Cooper Mathers Resto Delray Richardson                                                         | Eminem                         | 3:44       |
| 4.    | «Death Around the Corner»                                                         | Shakur Johnny Jackson | Johnny "J"                     | 4:07       |
| 5.    | «Secretz of War» (за участю Outlawz)                                              | Shakur R. Cooper Greenridge Yafeu Fula J. Jackson Bruce Washington                                                                                    | Johnny "J"                     | 4:13       |
| 6.    | «Runnin' (Dying to Live)» (за участю The Notorious B.I.G.) (випущена в 2003)      | Shakur Christopher Wallace Osten Harvey Edgar Winter Mathers Resto                                                                                    | Eminem                         | 3:51       |
| 7.    | «Holler If Ya Hear Me»                                                            | Shakur Randy Walker Barrett Strong Norman Whitfield                                                                                                   | Stretch                        | 4:38       |
| 8.    | «Starin' Through My Rear View» (за участю Outlawz)                                | Shakur Tyrone Wrice Greenridge Fula Phil Collins | Makaveli Johnny "J"            | 5:11       |
| 9.    | «Bury Me a G» (за участю Thug Life)                                               | Shakur Diron Rivers Tyruss Himes Walter Burns Maurice Harding Ronald Isley Ernie Isley Marvin Isley Rudolph Isley O'Kelly Isley Jr. Chris Jasper      | Thug Music                     | 5:00       |
| 10.   | «Same Song» (за участю Digital Underground)                                       | Shakur Ronald Brooks George Clinton, Jr. William Collins Gregory Jacobs J.S. Theracon Jim Vitti                                                       | Shock G                        | 3:57       |
| 11.   | «Panther Power» (за участю Tyson)                                                 | Shakur Raymond Tyson Mark Dorado Jimi "Chopmaster J" Dright                                                                                           | Chopmaster J and Strictly Dope | 4:36       |
| 12.   | «Str8 Ballin'»                                                                    | Shakur Harvey Clinton Jr. Collins Gary Cooper | Easy Mo Bee                    | 5:04       |
| 13.   | «Rebel of the Underground»                                                        | Shakur Jacobs | Shock G                        | 3:17       |
| 14.   | «The Realist Killaz» (за участю 50 Cent) (раніше невидана)                        | Shakur Curtis Jackson Andy Thelusma Calvin Broadus Washington Fula R. Cooper Cox Joseph Paquette Wrice Brad Jordan Mike Dean James Harris Terry Lewis | Red Spyda                      | 2:59       |
| 54:59 |                                                                                   | |                                |            |

## Чарти
| Чарт (2003–04)                                 | Пікова позиція |
| ---------------------------------------------- | -------------- |
| Бельгія Belgian Albums (Ultratop Flanders)     | 41             |
| Канада Canadian Albums (Billboard)             | 3              |
| Канада Canadian R&B Albums (Nielsen SoundScan) | 2              |
| Нідерланди Dutch Albums (MegaCharts)           | 36             |
| Франція French Albums (SNEP)                   | 57             |
| Німеччина German Albums (Offizielle Top 100)   | 76             |
| Ірландія Irish Albums (IRMA)                   | 25             |
| Швейцарія Swiss Albums (Schweizer Hitparade)   | 68             |
| Велика Британія UK Albums (OCC)                | 62             |
| США Billboard 200                              | 2              |
| США Top R&B/Hip-Hop Albums (Billboard)         | 3              |
| США Soundtrack Albums (Billboard)              | 1              |

| Чарт (2003)                            | Позиція |
| -------------------------------------- | ------- |
| США Billboard 200                      | 161     |
| США Top R&B/Hip-Hop Albums (Billboard) | 84      |
| США Soundtrack Albums (Billboard)      | 12      |

| Чарт (2004)                            | Позиція |
| -------------------------------------- | ------- |
| США Billboard 200                      | 57      |
| США Top R&B/Hip-Hop Albums (Billboard) | 27      |
| США Soundtrack Albums (Billboard)      | 1       |

## Сертифікації
| Регіон                                             | Сертифікація | Продажі   |
| -------------------------------------------------- | ------------ | --------- |
| Велика Британія (BPI)                              | Золотий      | 100 000^  |
| США (RIAA)                                         | Платиновий   | 1,666,335 |
| ^відвантаження, що базуються лише на сертифікаціях |              |           |